# Satrapie de Carie
Pour un article plus général, voir Carie (Antiquité).
385 av. J.-C. – 302 av. J.-C.

Empire achéménide

La satrapie de Carie (en grec ancien Καρία / Karía) désigne le gouvernement perse sur la région de Carie, située au sud ouest de l'Asie mineure, au sud du Méandre et dans la vallée de l’Harpasos entre la Lycie et la Grande Phrygie.

## Présentation

### Géographie de la région

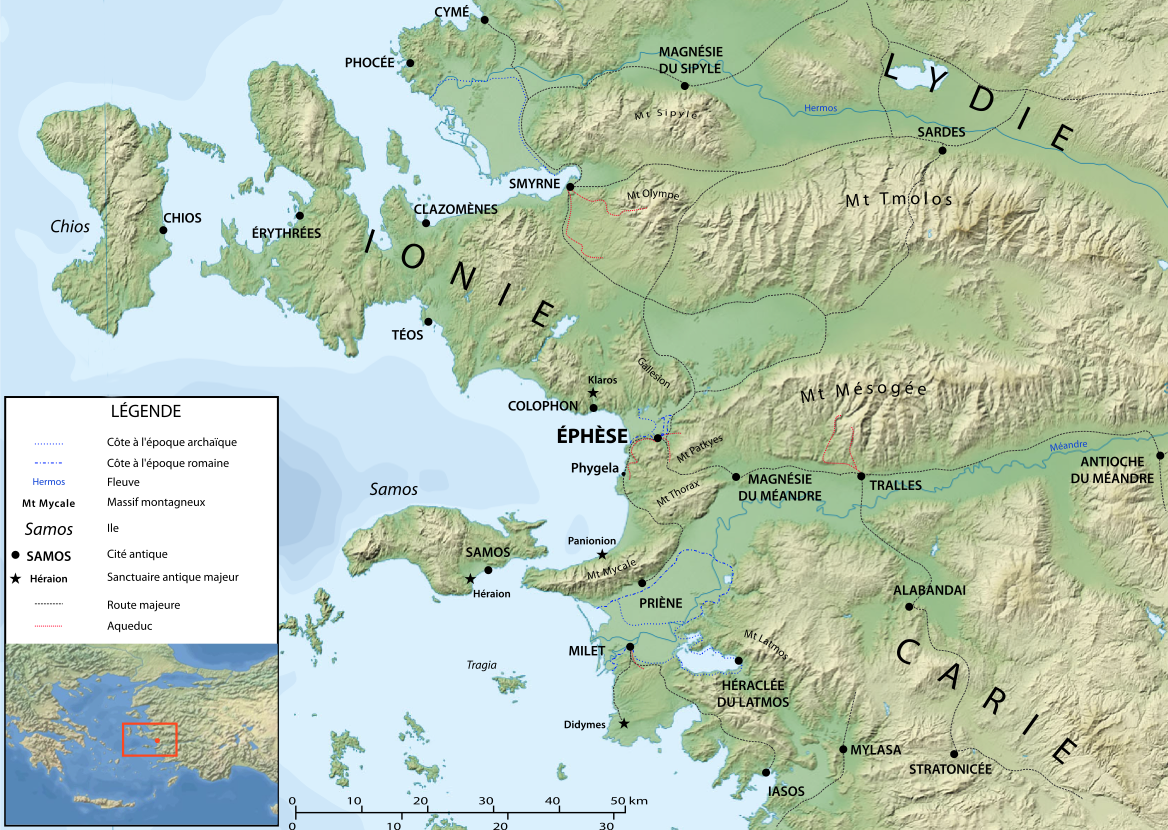
Le relief de la Satrapie de Carie

La Carie fut une région du sud-ouest de l'Asie mineure, qui peut parfois avoir des frontières plus ou moins étendues selon les sources. Zone frontalière à l’Ionie, la Lycie et la Pisidie, bordée par la mer Égée à l’ouest. Aujourd’hui la région est nommée Bodrum, dans le sud-ouest de la Turquie.  
Il existe une réelle modification dans la configuration géographique de la Carie depuis l’Antiquité, c’est pourquoi il est compliqué de dresser une topographie exacte des cités grecques et de la région en général. 
La région borde la Méditerranée et la mer Égée, divisée entre une partie maritime qui s’étend de la « Pérée rhodienne jusqu’au cap Posidium » puis une partie intérieure bornée par « l’extrémité du Taurus jusqu’au cours du Méandre ». Une région qui mesurerait environ 4 900 stades soit près de 900 km. 
Une région qui se constitue notamment de montagnes ou encore de collines laisse alors peu de place aux plateaux. Comme l’évoque Strabon dans sa géographie ce paysage montagneux est traversé par des rivières et des fleuves principalement le Méandre. Il se pourrait que le Marsyas ou encore l’Harpasus aurait été ses affluents. Dans le sud-est, couraient également le Xanthos et l'Indus. Un relief qui rend la zone difficile d’accès, confinant alors les cités dans les estuaires. Aucune grande ville ne prit son essor dans les îles de la côte Carienne notamment à cause de ce décor orographique, qui voit l’émergence de petits villages souvent isolés Cos. Les principales villes sont pour la plupart implanté à la frontière lydienne où à l’intérieur des terres dans de hautes plaines karstiques, exception faite à Halicarnasse ou encore Cnide.  

#### Principales villes
- Halicarnasse : Capitale de la Carie depuis le règne de Mausole (376-353)  plus facile à défendre que Mylasa  l’ancienne capitale de la Carie. Son nom d’origine était « Zephyria »[4], c’est aussi le lieu mythique de la région : le tombeau de Mausole. L’une des sept merveilles du Monde qui abritait le satrape perse achéménide mort en 353 avant notre ère Mausole. Elle sera le lieu du long siège d'Halicarnasse qui aboutit à la conquête de la Carie par Alexandre.

- Cos ou Kos (« Astypalée »[5]) : île de la mer Égée appartenant à l’archipel du Dodécanèse. Elle tomba sous le contrôle de Mausole le roi de Carie et le resta même après la conquête d’Alexandre III.
- Mylasa (Milas) : la première capitale de la Satrapie de Carie, conquise par Alexandre en 334 avant notre ère, la cité va perdre son statut au profit d’Halicarnasse. Décrite dans la Géographie de Strabon : « Mylasa est bâtie dans une plaine extrêmement fertile, au-dessous d'une montagne qui s'élève à pic à une très grande hauteur et qui renferme une carrière de très beau marbre blanc. Or, ce n'est pas un mince avantage pour une ville d'avoir à sa portée et en si grande quantité les matériaux réputés les plus précieux pour la construction des édifices publics, et principalement des édifices religieux. Et par le fait il n'y a pas de ville qui soit plus magnifiquement décorée que Mylasa de portiques et de temples[6]. »
- Stratonicée de Carie : cité célèbre pour ces sanctuaires de Zeus à Panamara[7] et d’Hécate à Lagina , mais aussi pour ses origines controversées : ancienne colonie macédonienne[8]. Cette cité aurait été fondée sur l’ancien site d’Idrias.
- Alabanda[9] : (ou Antioche des Chrysaoriens ou hê Alabanda ou ta Alabanda ou Alabandeus ou Alabandensis ou Alabandenus, en grec : 'Aλάβανδα), possède deux temples, l’un consacré à Zeus Chrysaorien et le second à pollen Isotomos. Ancienne cité antique de Carie qui était plutôt riche et commerçante, construite auprès de deux collines, avec un marbre noir qui fit sa renommée.
- Cnide[10]: cité antique de Carie, qui aurait possédé deux ports, située en face de l’île de Kos, connu dans l'Antiquité grâce à une grande école de médecine. Deux personnages ont marqué la cité, il s'agit d’Eudoxe de Cnide[10] un grand astronome et géomètre mais aussi Sostrate de Cnide, l’architecte du phare d’Alexandrie.
- Aphrodisias (En grec : 'Aφροδισιάς): Ancienne cité de Carie, au cœur des terres de la Satrapie. La cité doit sa renommée à la statue du culte de l’Aphrodite d’Aphrodisias, Les traces archéologiques de la cité antique sont nombreuses, à l’image du Bouleutorion, des fortifications ou encore du temple d’Aphrodite.

#### Fleuves, lac et montagne
- Méandre : fleuve d’Asie mineure qui se déverse dans la mer Égée qui délimite la Lydie de la Carie.
- Marsyas[3]: affluent du Méandre nommé « catarractès »[11] légendaire par son origine mythologique évoquée dans la Géographie de Strabon[12].
- Harpasus[3] : affluent du Méandre[13] célèbre pour la bataille entre les Attalides et les Séleucides aux environs de 229 avant notre ère.
- Le lac de Bafa : À la frontière entre la  Lydie et la Carie, ce lac était auparavant un golfe de la mer Égée mais les dépôts de débris issus du Méandre ont formé le lac actuel[14].
- Le mont Latmos (1 353 m) : (en grec ancien Λάτμος, en latin Latmus) chaine de montagne de Carie qui forma pendant l’Antiquité le golfe de Latmos. Décrit et mise en rapport avec la ville d’Héraclée du Latmos[15]. Connu pour le mythe des amours du berger Endymion et de la déesse Séléné.

#### Activités agricoles
Des céréales, du vin et de l'huile y étaient produits tandis que le bétail grandissait dans des fermes. Cette région était une zone de commerce très importante, favorisée par la connexion des fleuves notamment du Méandre.

### Ethnographie
Les origines de la Carie sont controversées : selon la tradition grecque, les Cariens seraient des Lélèges venus des îles de l'Égée avant l'arrivée des Ioniens. Dans sa Géographie, Strabon écrit que Cariens et Lélèges sont deux peuples ayant habité aux mêmes endroits et ayant pris part aux mêmes expéditions ; tous deux auraient été ensuite chassés par les Ioniens. Quoi qu'il en soit, les Cariens vivaient en petites communautés ayant des autorités locales ou dépendant de leurs sanctuaires. En 546 av.J.-C la Carie passe sous la domination Perse et est intégrée à la Satrapie de Sardes. Les Cariens restent sous la domination perse jusqu'en 479 avant notre ère lorsque les Perses sont battus sur mer à la bataille du cap Mycale. Les côtes cariennes, Milet, Cnide et Halicarnasse rejoignent ensuite la Ligue de Délos. En 391 av. J.-C., le Roi perse Artaxerxès II Mnémon (404-359) délègue le gouvernement de la Carie au satrape Hécatomnos, en grec 'Eκάτoμνως (Hécatomnus ou Hékatomnus de Mylasa ou Hekátomnôs) qui règne de 391 à 377. Ce dernier est à l'origine d'une dynastie éponyme, des Hécatomnides qui régnèrent sur la Carie jusqu'à sa conquête par Alexandre en 334 av. J.C.

## Histoire

### Conquête d'Alexandre

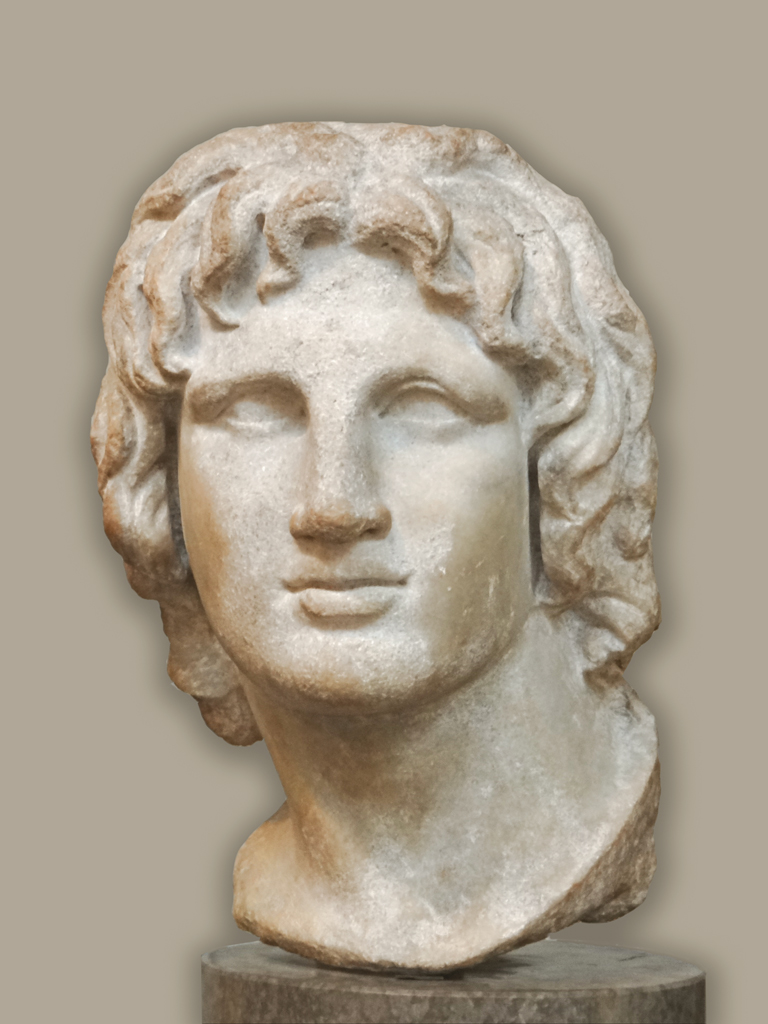
Alexandre le Grand

Au printemps 334, Alexandre obtient la soumission de toute la Grèce à la suite des victoires dans les Balkans et contre thébains. Sparte et Athènes, qui longtemps résistèrent finirent quand même par se rendre aux Macédoniens. Alexandre alors grand maître de toute la Grèce se prépara à la conquête de l'Asie Mineure, en s’entourant d’excellents généraux comme Antigonos, Antipatros, Lysimaque, Perdiccas, Ptolémée I et Séleucos I. 
Après la victoire du Granique, au printemps 334, qui l'oppose pour la première fois aux troupes perses, il se dirige vers Milet en mai, et la délivre en juillet. Après avoir conquis la Mysie, et la Lydie, son armée se dirigea vers la Carie, et la ville d'Halicarnasse (capitale de la Carie) dont le Roi Pixodaros (340-334) s’était rangé du côté des Perses. Alexandre joua sur les rivalités internes dans la cité et nomma Ada (343-340 et 334-326), la sœur de Pixodaros, que celui-ci avait renversée, comme Satrape de Carie. Celle-ci adopta alors Alexandre comme son fils et en fit son héritier.

#### Le siège d'Halicarnasse
Après son adoption, il restait au Roi macédonien à s’emparer de la ville qui était entourée de tous côtés de murailles puissantes, excepté au sud face la mer. Halicarnasse possédait également trois forteresses, dont une sur un îlet. Le Roi après la prise de Milet, avait congédié la majeure partie de sa flotte et ne pouvait donc s’emparer que de la partie de la ville accessible par la terre, car la flotte Perse, numériquement supérieure, était ancrée dans le port. Les deux autres forteresses restaient donc aux mains des mercenaires Grecs du Roi Perse Darius III.
La ville devenait dangereuse pour Alexandre car, s'il ne parvenait pas à la prendre, son armée serait alors coupée de l'Hellade et il serait alors facile aux Perses de provoquer des révoltes en Grèce. Avançant sur Halicarnasse et prévoyant un siège de longue durée, Alexandre installa son camp à moins de 2 km. des remparts de la ville à l'extrémité nord-est de la muraille, en face de la Porte Mylasa et fit débuter les travaux. Après quelques escarmouches, quelques jours plus tard, Memnon tenta une sortie. Seuls quelques engins de siège purent être détruits avant qu'une vigoureuse contre-attaque menée par les Macédoniens ne parvint à les repousser faisant de très nombreuses victimes chez les Perses qui s'enfuirent paniqués. Les Macédoniens commencèrent à achever les survivants. Les soldats restés dans la ville, épouvantés, fermèrent précipitamment les portes de la cité laissant les derniers survivants se faire massacrer par les troupes de Ptolémée (en Grec : Πτολεμαῖος), officier d'Alexandre qui commandait une unité d'Hypaspistes.   
Les Macédoniens enhardis par le succès voulurent forcer les portes de la cité, mais, leur chef fit sonner la retraite, voulant encore épargner la ville. En effet, les assiégés avaient perdu plus de 1 000 hommes et les Macédoniens pouvaient espérer que les Halicarnassiens renonceraient. Le surlendemain, les assiégeants virent des flammes s'élever près des murailles. Alexandre apprit que Memnon et Orontopatès (ou Rhoontopates) avaient décidé de sacrifier la ville et de ne garder que les forteresses Salmakis (ou Salmacis) et Zéphyrion où Orontopatès essaya de trouver refuge avec les plus expérimentés de ses guerriers restants, alors que Memnon se réfugia sur l'île de Cos. Alexandre donna alors l'ordre de prendre la place. Les Macédoniens, entrèrent dans la cité, mais les habitants restés chez eux furent épargnés, alors que tous ceux pris propageant l'incendie furent exécutés. À l'automne 334, après plusieurs mois de siège, bien que les deux forteresses portuaires étaient encore aux mains des Perses, Alexandre poursuivit sa marche à l'est de l'Asie Mineure. Le Roi laissa sur place 3 000 mercenaires et 200 cavaliers sous le commandement de Ptolémée, avec ordre de prendre toutes les places fortes encore tenues par les Perses. Puis il remit la région sous le commandement de la Princesse Ada.

## Administration
Au Ve siècle av. J.-C., la région relevait toujours de l’autorité de Sardes. De manière habituelle, la date durant laquelle elle fut érigée en Satrapie serait 392 avant notre ère, jusqu’à lors la Carie était partie intégrante de la région de Lydie. Les premiers satrapes Cariens auraient été : Hécatomnos, Mausole, Idrieus et Pixodaros à qui Diodore D’Agyrion rajoute Orontès et Autophradatès. Les sources qui montrent que la dynastie des Hécatomnides portait le titre de Satrape au Modèle:-s-¬IV sont cariennes. Or l’historien S. Hornblower affirmait que selon une source de Labraunda, il est probable que les « hécatomnides » soient considérés comme des « tyrans » à cette époque. 
Sous l'empire achéménide, un satrape est chargé dans sa province de lever l'impôt mais aussi de représenter la justice. Ils étaient responsables de la sécurité intérieure et devaient enrôler et entretenir leur propre armée. Cette indépendance pouvait entraîner des abus et Darius II a donc instauré un système de contrôle par la surveillance mais les satrapes ont finalement été indépendants grâce à l'affaiblissement de l'autorité royale. 
L'empire perse achéménide a imposé un cadre d'administration dans les satrapies mais il est nécessaire de prendre en compte les différentes particularités locales des entités ethniques. La satrapie même de Carie peut être remise en cause car certains critères d’une « satrapie type » ne sont pas respecté par la région Carienne. Tout d’abord le fait que tous Satrapes avéré furent des hommes, or Ada et Artémise ne répondent pas à cette caractéristique. Normalement un Satrape est sous l’autorité du roi, or en Carie, le Satrape de Sardes garde pendant longtemps une influence considérable sur la région à l’image de Mausole qui lors de la grande révolte adopte le comportement du Satrape de Sardes. Ensuite, la Carie est l’une des Satrapies les plus petites de l’Empire et ne peut rivaliser face aux autres en termes de taille. Enfin le critère essentiel d’un Satrape serait l’origine Perse et que si ce dernier serait originaire de sa région il ne pourrait en aucun cas assurer les intérêts de l'Empire. Or c'est le cas de beaucoup de Satrapes de Carie.
La satrapie de Carie se distingue notamment dans l'organisation des différentes cités qui la compose. En effet, la présence de cités grecques et perses modifie l'administration de chaque ville. La plupart des cités grecques à l'image d'Aphrodisias, de Labranda et Myndos sont considérées comme des cités libres. Mais cette caractéristique n'est pas effective pour les villes perses, soumises au commandement du Satrape. 
Après la victoire en Asie Mineure d'Alexandre, le roi a maintenu les cadres administratifs achéménides et il n'imposa pas en trop grand nombre le personnel macédonien dans les satrapies. Pour la Carie comme pour d'autres satrapies lointaines, Alexandre le Grand s'est appuyé sur la haute noblesse locale en nommant Ada, la dernière représentante de la dynastie des Hécatomnides, satrape de Carie en 334 av. J.-C. Le satrape de Carie ne cumule pas les affaires civiles et les affaires militaires dans sa charge, c'est l'unique satrapie d'Asie Mineure qui ne laisse pas aux mains d'un seul homme ces deux fonctions. Ce partage du pouvoir témoigne d'un manque de confiance totale d'Alexandre envers les satrapes de Carie qui ont été relativement indépendants sous l'empire achéménide. 
À la mort d'Alexandre en 323 av. J.-C., l'organisation de la succession de l'empire pose problème et il faut finalement instaurer un partage des gouvernements territoriaux et des grands commandements fonctionnels lors des accords de Babylone. À l'exception du grec Eumène de Cardia, les Diadoques (ceux qui ont touché la succession) étaient tous de Macédoniens comme Antigone qui est devenu gouverneur en Asie Mineure. Les Diadoques ont donc établi des royaumes fondés sur la royauté personnelle où le mérite justifiait le pouvoir mais leur configuration administrative n'a pas remis en cause le modèle de l'État-cité. Ce partage devient rapidement source de conflits entre les Diadoques de 322 à 310 av. J.-C, Antigone cherche à étendre sa domination sur toute l'Asie Mineure en se débarrassant d'Eumène. Les satrapies sont alors partagées entre différents hommes avec le partage de Babylone et Asandros reçoit la Carie, lors des guerres des diadoques il s'est engagé contre Antigone mais il a été vaincu et la Carie a été conquise et s'inscrit dans le nouvel empire d'Antigone.

## Les satrapes de Carie
Dans l'empire perse achéménide, un satrape est un gouverneur provincial. Cyrus II est à l'origine de cette division de l'empire en satrapies et Darius II achève son travail en créant des provinces et en y fixant le tribut annuel.
Les satrapes étaient normalement nommés par le roi, ils appartenaient à la famille royale ou à la noblesse perse et cette charge n'avait pas de limite de temps. Les satrapes étaient responsable de la levée de l'impôt et représentaient l'autorité judiciaire suprême dans leur province. Ce système d'organisation des satrapies a été conservé par Alexandre le Grand et ses successeurs. 

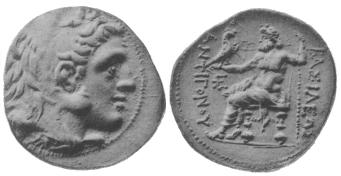
Antigone le Borgne

La liste ci-dessous présente les satrapes de Carie à l'époque achéménide puis macédonienne.
| Période                              | Satrapes de Carie   | Histoire et accomplissements |
| ------------------------------------ | ------------------- | --- |
| 385-377 av.J.-C.                     | Hécatomnos          | Nommé satrape par Artaxerxès II pour commander ses forces navales dans sa guerre contre Évagoras, roi de Salamine de Chypre. Il établit comme capitale sa ville natale, Mylasa (actuelle Muğla). |
| 377-353 av.J.-C.                     | Mausole             | Fils aîné d'Hécatomnos, il déplace la capitale à Halicarnasse (actuelle Bodrum). En 362 av. J.-C., il rejoint la révolte des satrapes d’Anatolie contre Artaxerxès II commncée en 367 av. J.-C. par Orontès Ier d'Arménie, de Datamès, de Cappadoce et d'Ariobarzanès, ex-satrape de Phrygie. En 358 av. J.-C., Artabaze, satrape d'Ionie, rejoignit à son tour la révolte. À sa mort en 353 av. J.-C., Mausole fut inhumé dans le célèbre mausolée d'Halicarnasse, l'une des sept merveilles du monde.                                                                                   |
| 353-351 av.J.-C.                     | Artémise II         | Sœur-épouse de Mausole, elle réprime Rhodes et quelques cités grecques d'Ionie qui s'étaient révoltées. |
| 351-344 av.J.-C.                     | Idriéos             | Deuxième fils d'Hécatomnos, frère de Mausole et d'Artémise. |
| 344-340 av.J.-C.                     | Ada (premier règne) | Sœur-épouse d'Idriéos, renversée en 340 av. J.-C. par son frère Pixodare avec l'aide du mercenaire grec Mentor de Rhodes |
| 340-334 av.J.-C.                     | Pixodare            | En 339 av. J.-C., Pixodare tente de marier sa fille à Philippe Arrhidée, le deuxième fils du roi Philippe II de Macédoine, mais le fils aîné de Philppe II, Alexandre le Grand, fait échouer cette union. Deux ans plus tard, Pixodare réitère son offre mais Alexandre lui envoie un messager pour se proposer lui-même comme époux, entraînant une dissension avec son père : aucun mariage n'eut lieu. En 334 av. J.-C., Alexandre envahit l'Anatolie achéménide et à l'issue du Siège d'Halicarnasse, renverse et exile Pixodare resté fidèle aux Perses, pour restaurer sa sœur Ada. |
| 334-? av.J.-C.                       | Ada (second règne)  | Après sa restauration, Ada adopta Alexandre comme son fils et en fit son héritier. Sa date de mort n'est pas connue. Elle fut la dernière représentante de la dynastie des Hécatomnides. |
| Accords de Babylone 323-313 av.J.-C. | Asandre             | Règne sous l'autorité d'Antipater pendant les guerres des Diadoques; 322 av.J.-C., Asandre perd une guerre contre Attale et Alcétas (proches de Perdiccas); 316 av.J.-C., il rejoint coalition de Ptolémée et Cassandre contre Antigone; défait contre Antigone vers 313 av. J.-C. |
| 313- 302 av.J.-C.                    | Antigone le Borgne  | Conquiert la Carie |
| 302-? av.J.-C.                       | Lysimaque           | Lutte contre Antigone et lui enlève la Carie |